# Berber (Wohnungsloser)
Das Wort Berber ist eine gelegentlich verwendete Selbstbezeichnung einer sozial organisierten Teilgruppe Wohnungsloser.

## Verwendungszusammenhänge
Die Bezeichnung Berber schlägt sich nieder in unterschiedlichsten Zusammenhängen. An herausragender Stelle sind die von dem obdachlosen Hans Klunkelfuss in den späten 1980er Jahren herausgegebenen Berber-Briefe zu sehen, die als Vorläufer der heutigen Straßenzeitungen gelten können. Ein neueres Beispiel ist das von dem wohnungslosen Jürgen Schneider im Jahr 2007 ins Leben gerufene „Berber-Info“, eine Internet-Plattform, die Informationen für wohnungslose Menschen, in der Regel Anlaufstellen, Notübernachtungen, Beratungsstellen usw. bereitstellt. Aus dem Berber-Info ging 2012 das Armutsnetzwerk hervor.
In Esslingen hat sich der Verein Bürger für Berber gegründet.
Vom 19.–22. Juni 1991 organisierte Werner Seitschek im Hans-Hergot-Turm in Uelzen den Kongress der Kunden, Berber, Obdach- und Besitzlosen. Zu den Teilnehmenden gehörte Hannes Kiebel, Klaus Trappmann und, als eine von sieben Frauen, Karin Powser.
Regelmäßig jährlich veranstaltete die Landes-Arbeits-Gemeinschaft Wohnungsloser Menschen Berbertreffen. Das 11. Berbertreffen fand 2007 im St. Ursula-Heim in Offenburg statt, das 13. und bisher letzte Berbertreffen in Offenburg war am 4. und 5. Juli 2009. Als Nachfolgeveranstaltung der Berbertreffen können die Wohnungslosentreffen angesehen werden: Auf Initiative von Stefan Schneider und Jürgen Schneider vom Armutsnetzwerk wurden, zunächst in Kooperation mit der Wohnungslosenhilfe der Stiftung Bethel in Freistatt, einwöchige Wohnungslosentreffen organisiert, die seit 2016 einmal jährlich im Sommer an wechselnden Orten stattfinden. Daraus hervorgegangen ist die Wohnungslosenstiftung – Selbstvertretung wohnungsloser Menschen und Empowerment auf Augenhöhe. Die Wohnungslosenstiftung verfolgt das Ziel, obdachlosen Menschen zu ermöglichen, „sich für ihre eigenen Belange und Interessen einzusetzen, eigene Aktionen, Initiativen und Projekte zu planen und zu verwirklichen und so ihre Lebenslage nachhaltig und selbstbestimmt zu verändern und zu verbessern“. Die Wohnungslosenstiftung organisiert im Frühjahr und Herbst an wechselnden Orten offene Netzwerktreffen für obdachlose und wohnungslose Menschen.

## Andere Bezeichnungen
Das Wort Sandler bezeichnet im Bairischen und dem Österreichischen Deutsch Obdach- bzw. Wohnungslose. Der mehrdeutige Begriff Penner für die gleiche Personengruppe ist, so der Duden, „salopp abwertend“ gemeint; siehe auch Obdachlosigkeit.

## Sonstiges
Die Kölner Band Höhner thematisiert in ihrem Lied Alles verlore die Situation von Berbern. Berbersommer ist eine 1992 erschienene Textesammlung der Autoren H.P. Kerr und Walter Wehner.